# Jean Elias Benjamin Valz
 Jean Elias Benjamin Valz, francoski astronom, * 22. maj 1787, Nîmes, Francija, † 22. april 1867.

## Življenje in delo
Valz se je izšolal za inženirja, začel pa se je zanimati za astronomijo, še posebej za komete. Opazoval je povratek periodičnega kometa, ki ga je leta 1786 opisal Méchain, in je kasneje postal znan kot Enckejev komet. Kasneje je Valz izračunal elemente tira za drug komet, po čemer je postal znan.
Leta 1835 je domneval da je moč nepravilnosti tira Halleyjevega kometa pojasniti z neznanim planetom za Uranom. Neptun tedaj še ni bil odkrit.
Na svojem domu je zgradil zasebni observatorij. Ko je odšel za predstojnika Observatorija v Marseilleu, je zapustil svoj dom mlademu Josephu Laurentu. Tu je Laurent 22. januarja 1858 odkril asteroid 51 Nemausa. Na hiši v 32 rue Nationale v Nîmesu je spominska plošča o tem odkritju.
Valz je nekaj časa veljal za okritelja asteroidov 20 Masalija in 25 Fokeja, danes pa za njuna odkritelja veljata de Gaparis in Valzov tovariš Chacornac.
1. ↑  data.bnf.fr: platforma za odprte podatke — 2011.
2. ↑  GeneaStar